# Paralela-enigmă
Paralela-enigmă (1973) este un roman științifico-fantastic scris de George Anania și Romulus Bărbulescu. A apărut inițial în 1973 la Editura Tineretului, fiind republicat în 1991 de Editura Porto-Franco din Galați.
Acțiunea se petrece la câțiva zeci de ani de la evenimentele relatate în Ferma Oamenilor de Piatră. Romanul începe cu un prolog care descrie eșecul expediției cosmice Aldebaran. Din cauza ineficienței comunicării dintre om și mașină are loc o catastrofă soldată cu 283 de morți, șase nave cosmice distruse, una pierdută și compromiterea definitivă a cercetărilor în spațiul cosmic îndepărtat.

## Considerații generale

### Opinii critice
Când autorii mai aveau de revizuit finalul romanului, George Anania a fost chemat în armată, așa încât Romulus Bărbulescu a predat Hertei Spuhn manuscrisul în starea în care se afla. Unii cititori și critici au fost dezamăgiți de faptul că, din acest motiv, finalul romanului ar fi avut de suferit, deoarece mulți dintre ei l-au considerat un roman polițist, nu unul științific.
Alexandru Mironov a fost de părere că acest roman, alături de Ferma Oamenilor de Piatră, sunt "cele mai importante romane de literatură de anticipație românești. Traductibile (dar netraduse încă) în orice țară cu piață serioasă pentru Science-Fiction (U.R.S.S., S.U.A., Italia, Japonia, R.F.G., Ungaria, țările scandinave)", argumentând că autorii au învățat "să construiască personaje și să spună povești galactice cu miez și mesaj, păstrând nealterat gustul pentru aventură și inventivitate științifico-fantastică.".

### Posibilă continuare
George Anania a afirmat că, la începutul anilor '90, el și cu Romulus Bărbulescu au demarat lucrul la o continuare a romanului, intitulată Lupta cu îngerul. Procesul de creație a intrat în impas după moartea lui Bărbulescu, dar Anania a confirmat că lucrează în continuare la roman, din care există deja sinopsisul și unele pasaje. El și-a exprimat totuși rezerva în privința finalizării proiectului. Michael Haulică, director editorial al editurii Millennium Books a exprimat intenția de a publica o serie de autor Romulus Bărbulescu-George Anania compusă din cinci titluri, printre care ar figura și finalul trilogiei.

### Cadrul acțiunii
Au trecut câțiva zeci de ani de la evenimentele descrise în Ferma Oamenilor de Piatră. Principiile Ecuației Umane au dat greș, relația dintre om și alter-ego-ul său electronic ducând la un eșec de proporții în cadrul expediției cosmice Aldebaran. Cel care le-a pus la punct, electronistul All Bright, și-a concentrat în continuare eforturile pe construirea unei mașinării uriașe, supranumită Hidra, capabilă să conducă un întreg complex industrial și să se autoperfecționeze. La moartea sa, el o lasă pe studenta Yaralde să supravegheze procesele Hidrei, avertizând-o că va veni ziua când aceasta își va înceta activitatea.
În afară de All a mai murit și cel mai mare astronaut al omenirii, Dav. Perioada freneziei zborului cosmic a apus, oamenii mulțumindu-se cu coloniile deja stabilite în interiorul sistemului solar. Școala de zbor a devenit o ruină, iar pădurea de cedri care amintește de astronauții care nu s-au mai întors niciodată străjuiește acum un cosmodrom în paragină. Doctorul Kobo s-a retras la ferma sa, printre statuile de piatră care se deteriorează pe măsură ce trec anii. Relația dintre Glyd și Indra s-a răcit, iar femeia l-a părăsit pe omul crescut de mașini, care a renunțat la toate onorurile și s-a refugiat în munca de proiectare și construire a drumurilor care străbat Anzii Cordilieri.
În această lume a viitorului comunicațiile personale se fac cu ajutorul omniobserverelor, iar membrii brigăzilor speciale de intervenție posedă echipamente avansate tehnologic, cum ar fi nava rațională Jarcalete a lui Donar, sau centura sa, supranumită Iubitoarea Kali, capabilă să își protejeze posesorul în caz de pericol sau să îi ajute procesele de vindecare.

## Intriga

Coperta celei de-a doua ediţii

Ultimul proiect al electronistului All Blight, mașina rațională cunoscută sub numele de Hidra, a fost construită în adâncurile muntelui Nanga Parbat. Acolo, ea a dat naștere unui important centru industrial, la a cărui dezvoltare continuă contribuie de-a lungul anilor pin procesul de auto-perfecționare. Oficial, bunul mers al Hidrei este supravegheat de Nino, un membru al influentului clan Ortiz, dar All a pregătit și un supraveghetor din umbră, studenta Yaralde, atrăgându-i atenția că va veni ziua în care Hidra se va opri.
După mai bine de un deceniu, profeția lui All se împlinește. Hidra își încetează activitatea, iar Nino apelează la doi dintre foștii săi colegi de școală, Berry Smith și Tiberiu Donar, pentru a dezlega misterul. Comportamentul pe care cei doi îl detectează la Hidră în timpul periplului lor subteran îi intrigă, mașina apelând față de ei la un comportament straniu, o combinație între respect și dorință de a-i ucide. Cei doi sunt salvați din adâncurile muntelui de Glyd, la care All o sfătuise pe Yaralde să apeleze când se va defecta Hidra.
Simțind că situația îi scapă din mână, Nino încearcă să îi discrediteze pe cei trei, iar bătrânul Pliss, conducătorului clanului Ortiz, îl ajută în acest demers. Însă scopurile bătrânului sunt cu totul altele decât ale nepotului său: el nu vrea să se debaraseze de cei trei, ci să îi constrângă ca, în lipsa oricărei alte alternative, să îl ajute în dobândirea controlului complet asupra Hidrei. Dar Consiliul planetar urmărește și el din umbră mișcările celor trei, cărora li se alătură Yaralde și doctorul Kobo. Grupul celor cinci ajunge la concluzia că All a însărcinat Hidra cu două misiuni: prima este aceea de a conduce vastul proiect industrial, iar cea de-a doua este de a da naștere unei noi mașini, care să nu mai fie supusă erorii umane, așa cum s-a întâmplat cu computerele care au folosit principiile Ecuației Umane. Procesul de autoperfecționare al Hidrei i-a permis acesteia să facă pași importanți pe acest drum, dar a ajuns la un punct mort, dincolo de care ar putea trece doar studiind pe viu procesele care au loc în creierul uman.
Doctorul Kobo se oferă voluntar pentru acest lucru, luând în calcul vârsta sa înaintată, iar Glyd este supus oprobriului prietenilor săi pentru că nu încearcă să îl împiedice. Disperat că Glyd, Donar și Smith îi scapă printre degete, Pliss încearcă un act disperat de sabotaj asupra Hidrei, dar efortul său este zădărnicit tocmai de nepotul său, Nino, care determină decăderea caracatiței construite cu migală de bătrân.

## Lista personajelor
- Tiberiu Crispatul Donar - membru al Brigăzii Epsilon
- Nino Vopsitură Ortiz - membru al Brigăzii Epsilon, conducătorul operațiunilor efectuate de Hidră
- Berry Gălbează Smith - membru al Brigăzii Epsilon
- Glyd Thursby - orfan crescut în primă fază de automate, i s-a alăturat lui All odată cu sosirea pe Pământ; după moartea acestuia, s-a dedicat constucției autostrăzii din Anzii Cordilieri
- Yaralde Zanda - studentă care și-a întrerupt studiile la cererea lui All, pentru a supraveghea pe ascuns funcționarea Hidrei
- Kobo - doctor, bun prieten cu All și Glyd
- Pliss Ortiz - bătrânul conducător al influentului clan Ortiz
- Dina - fosta iubită a lui Donar, actualmente soția lui Nino Ortiz
- Moa, Felt, Mogley și Torman - membri ai clanului Ortiz
- Senuofo - comandantul Brigăzii Epsilon
- Karuba - comandantul Brigăzii Delta
- Eileen - soția lui Donar
- Astrid - soția lui Smith
- Hidra - computer foarte inteligent, capabil să se autoperfecționeze, proiectat de All
- Jarcalete - nava inteligentă a lui Donar
- All Bright - cibernetician, inventatorul omniobserverelor, a Ecuației Umane și a Hidrei, decedat cu aproximativ un deceniu înaintea evenimentelor narate în roman

## Ediții
- 1973 - Paralela-enigmă, ed. Albatros, Colecția "Fantastic Club", 360 pag.
- 1991 - Paralela-enigmă, ed. Porto-Franco, Colecția "SF Icar", 280 pag., ISBN 973-557-063-7